# Bomsdorf (Gräfenhainichen)
Bomsdorf ist ein Wohnplatz im Ortsteil Jüdenberg der Stadt Gräfenhainichen im Landkreis Wittenberg in Sachsen-Anhalt.

## Geographie
Der Ort liegt zwei Kilometer nördlich von Jüdenberg und fünf Kilometer nordwestlich von Gräfenhainichen. Die Nachbarorte sind Goltewitz im Norden, Naderkau, Waldhaus und Schleesen im Nordosten, Pabsthaus und Pabsthaus Ziegelei im Osten, Zschiesewitz im Südosten, Jüdenberg im Süden, Möhlau im Südwesten, Sollnitz im Westen sowie Müchauer Mühle und Brückmühle Nordwesten.

## Geschichte
In Bomsdorf befand sich in den 1930er Jahren eine landwirtschaftliche und gärtnerische Ausbildungsstätte für Juden zur Vorbereitung auf eine Auswanderung nach Palästina. Diese Hachscharastätte wurde von der religiös-zionistischen Jugendorganisation Bachad betreut. Nach Albert J. Phiebig, der als Statistiker für die Reichsvertretung der Deutschen Juden arbeitete, befanden sich am 1. August 1938 noch 35 Auszubildende in Bomsdorf.